# Rudolf Metzmacher
Rudolf Metzmacher (* 9. Juni 1906 in Schwerin; † 20. Januar 2004 in Hannover; vollständiger Name: Rudolf Hans Helmut Friedrich Carl Metzmacher) war ein deutscher Cellist.

## Leben
Rudolf Metzmacher wurde geboren als Sohn des Oberlehrers August Metzmacher und dessen Frau Marie, geb. Schultz. Er erhielt ersten Musikunterricht von seinen Eltern und studierte 1924 bis 1927 bei Julius Klengel am Leipziger Konservatorium und anschließend bei Hans Münch-Holland. Weitere Anregungen erhielt er von Diran Alexianin und Hugo Becker.
Seine erste Stelle erhielt er am Städtischen Orchester in Stettin. 1930 wurde er erster Solocellist der Münchner Philharmoniker, 1934 erster Solocellist bei den Hamburger Philharmonikern.
Ferner spielte er regelmäßig im Bayreuther Festspielorchester.
Seine besondere Liebe galt der Kammermusik. Er spielte die Solosuiten von Johann Sebastian Bach, Max Reger, gab Sonatenabende mit Klavier und war 1938 Cellist im Hanke Quartett und von 1940 bis 1966 im Stross-Quartett, das durch Schallplattenaufnahmen und Tourneen in Europa, Asien und Afrika internationale Berühmtheit erlangte. 1968 begründete er mit Josef Märkl das Märkl-Quartett, dem er bis 1980 angehörte. Sein geradliniger und immer dem Werk verpflichteter Stil verschaffte ihm große Anerkennung.
1938 wurde er als Professor an die neugegründete Musikhochschule Frankfurt berufen. Es folgte nach 1951 eine Lehrtätigkeit als Professor an der Hochschule für Musik und Theater Hannover, die er bis weit nach seiner Emeritierung 1971 ausübte.  Weitere Lehraufträge erhielt er an der Musikhochschule Lübeck und an der Staatsmusikschule Braunschweig.
Sein Sohn Ingo Metzmacher (* 1957) wurde Dirigent. Sein Nachlass befindet sich in der Musikabteilung der Staatsbibliothek zu Berlin.